# 5104 Скрипниченко
5104 Скрипниченко (5104 Skripnichenko) — астероїд головного поясу, відкритий 7 вересня 1986 року.
Тіссеранів параметр щодо Юпітера — 3,354.